# Липатов, Никита Николаевич
Никита Николаевич Липатов (18 апреля 1950, Москва, РСФСР, СССР — 10 января 2006, Москва, Российская Федерация) — российский учёный в области автоматизации технологических процессов мясной и молочной промышленности, академик РАСХН (1999).

## Биография
Родился в г. Москве. Сын академика ВАСХНИЛ Николая Никитовича Липатова.
Окончил Московский технологический институт мясной и молочной промышленности (1974) (МТИММП) и его аспирантуру (1974—1975, 1976—1978), в 1975—1976 служил в армии.
В 1978—1992 работал в Проблемной н.-и. лаборатории электрофизических методов обработки пищевых продуктов МТИММП: старший научный сотрудник, зав. отделом перспективных методов переработки пищевого белка.
В 1993—1995 главный научный сотрудник Всероссийского НИИ мясной промышленности. С 1995 директор НИИ детского питания РАСХН.
Специалист в области автоматизации технологических процессов мясной и молочной промышленности, повышения качества мясной и молочной продукции, разработки новых видов детского питания.

## Награды и звания
Доктор технических наук (1988), профессор (1989), академик РАСХН (1999).
Лауреат Государственной премии РФ в области науки и техники (1999). Изобретатель СССР (1989). Награждён бронзовой, 3 серебряными и 4 золотыми медалями ВДНХ и ВВЦ.

## Научные труды
Автор около 500 научных трудов. Получил 65 авторских свидетельств и патентов на изобретения.
Соавтор книг:
- Предпосылки совершенствования качества продуктов для централизованного питания детей (на примере быстрозамороженных изделий на мясной основе для детей дошкольного возраста) / соавт.: О. И. Башкиров и др.; ГНУ НИИ детского питания. — М., 2004. — 67 с.
- Справочник технолога молочного производства. Технология и рецептуры. Т.6. Технология детских молочных продуктов / соавт. В. В. Кузнецов. — М., 2005. — 506 с.